# منحنی تنش-کرنش

نمودار تنش-کرنش مهندسی (قرمز) و نمودار تنش-کرنش حقیقی (آبی) فولاد سازه‌ای ۱-استحکام نهایی ۲-استحکام تسلیم ۳-شکست ۴-ناحیهٔ کارسختی ۵-ناحیهٔ گلویی شدن

منحنی تنش-کرنش (به انگلیسی: Stress–strain curve) یکی از روش‌های نمایش گرافیکی ارتباط تنش با کرنش است که از بارگذاری اجسام با سرعت ثابت و اندازه‌گیری میزان تغییر شکل حاصل در آزمون کشش بدست می‌آید. شکل این منحنی به ترکیب، ریزساختار، دمای آزمون، سرعت بارگذاری، نحوهٔ بارگذاری، اندازهٔ نمونه و شکل نمونه وابسته است.

## نمودار تنش-کرنش مهندسی
برای بدست‌آوردن نمودار تنش-کرنش مهندسی از داده‌های آزمون کشش تک‌محوره، نیروی اعمالی به نمونه بر سطح مقطع اولیه و نیز ازدیاد طول نمونه بر طول اولیهٔ آن تقسیم می‌شود.
در موادی که تغییر شکل پلاستیک در بخش کوچکی از نمونه متمرکز شده و با گلویی‌شدن می‌شکنند، کرنش شکست به طولی از نمونه که تحت تنش قرار می‌گیرد وابسته‌است.

## نمودار تنش-کرنش حقیقی
از آنجایی که در رسم منحنی تنش-کرنش مهندسی تنها ابعاد اولیهٔ نمونه برای محاسبه استفاده می‌شود، در موادی که تغییر شکل پلاستیک قابل توجهی داشته‌باشند و یا در موادی که تغییر شکل پلاستیک در بخش کوچکی از نمونه متمرکز می‌شود، نمودار تنش-کرنش مهندسی به‌طور مستقیم معیاری از رفتار مواد در تغییر شکل نیست. در مقابل برای رسم نمودار تنش حقیقی-کرنش حقیقی از ابعاد لحظه‌ای نمونه استفاده می‌شوند. کاهش سطح مقطع نمونه در هنگام کشش باعث کاهش تنش مهندسی/ظاهری نمونه در مقایسه با تنش حقیقی می‌شود؛ بنابراین معمولاً نمودار تنش-کرنش حقیقی بالای نمودار تنش-کرنش مهندسی قرار می‌گیرد.